# Список высших учебных заведений Вологодской области
В список высших учебных заведений Вологодской области включены образовательные учреждения высшего и высшего профессионального образования, находящиеся на территории Вологодской области и имеющие действующую лицензию на образовательную деятельность. Список вузов приведён в соответствии с данными сводного реестра лицензий, в список филиалов включены организации, участвовавшие в мониторинге Министерства образования и науки Российской Федерации 2016 года. По состоянию на 1 июля 2016 года в Вологодской области действующую лицензию имели 5 вузов и 6 филиалов.
Филиалы вузов, головные организации которых находятся в иных субъектах федерации, сгруппированы в отдельном списке. Порядок следования элементов списка — алфавитный.

## Список высших образовательных учреждений
| Название                                                  | Категория       | Статус      | Год основания | Месторасположение | Число студентов |
| --------------------------------------------------------- | --------------- | ----------- | ------------- | ----------------- | --------------- |
| Вологодская государственная молочнохозяйственная академия | государственный | академия    | 1911          | Молочное          | 3167            |
| Вологодский государственный университет                   | государственный | университет | 1966          | Вологда           | 9775            |
| Вологодский институт права и экономики                    | государственный | институт    | 1979          | Вологда           |                 |
| Череповецкий государственный университет                  | государственный | университет | 1996          | Череповец         | 5651            |
| Военный университет радиоэлектроники                      | государственный | университет | 1957          | Череповец         |                 |

## Список филиалов высших образовательных учреждений
| Название | Категория         | Статус      | Год основания | Месторасположение | Месторасположение головной организации | Число студентов |
| --- | ----------------- | ----------- | ------------- | ----------------- | -------------------------------------- | --------------- |
| Вологодский филиал Международной академии бизнеса и новых технологий                                          | негосударственный | академия    | 2004          | Вологда           | Ярославль                              | 526             |
| Вологодский филиал Ярославского государственного медицинского университета                                    | государственный   | университет | 2024          | Вологда           | Ярославль                              | 105             |
| Вологодский филиал Российской академии народного хозяйства и государственной службы                           | государственный   | академия    | 1997          | Вологда           | Москва                                 | 840             |
| Северо-Западный институт (филиал Московского государственного юридического университета имени О. Е. Кутафина) | государственный   | институт    | 1968          | Вологда           | Москва                                 | 927             |
| Филиал в Вологде Института международного права и экономики имени А. С. Грибоедова                            | негосударственный | институт    | 1995          | Вологда           | Москва                                 | 467             |
| Филиал в Череповце Санкт-Петербургский государственный экономический университет                              | государственный   | университет | 2000          | Череповец         | Санкт-Петербург                        | 1068            |
| Череповецкий филиал Университета Российского инновационного образования                                       | негосударственный | университет |               | Череповец         | Москва                                 | 962             |